# Rogówek (Kłodzko)
Pour les articles homonymes, voir Rogówek.
Rogówek est une localité polonaise de la gmina et du powiat de Kłodzko en voïvodie de Basse-Silésie.